# Tycho (månekrater)
 For alternative betydninger, se Tycho. (Se også artikler, som begynder med Tycho)
Tycho er et prominent nedslagskrater på Månen, beliggende i det sydlige højland på Månens forside nær Mare Nubium. Giovanni Riccioli opkaldte det efter den danske astronom Tycho Brahe (1546-1601).
Navnet blev officielt tildelt af den Internationale Astronomiske Union (IAU) i 1935. 
Tycho er et (forholdsvis) meget ungt krater med en anslået alder på 108 millioner år, baseret på analyser af prøver fra kraterets stråler, som blev indsamlet af Apollo 17-månelandingen. Denne alder kunne tyde på, at det er forårsaget af et medlem af asteroidefamilien Baptistina, men det er indtil videre en hypotese, eftersom der ikke foreligger data om sammensætningen af genstanden, som slog ned. Simulationer har imidlertid givet en sandsynlighed på 70% for, at krateret dannedes af et fragment fra den samme opsplitning, som dannede asteroiden 298 Baptistina. En større asteroide fra samme familie kan have været ansvarlig for at danne Chicxulub-krateret på Jorden for 65 millioner år siden, og derved have forårsaget dinosaurernes uddøen.
Tychokrateret blev indtegnet på kort over Månen så tidligt som i 1645, da Antonius Maria Schyrleus de Rheita opdagede det lyse mønster af striber.
Månekrateret Tycho må ikke forveksles med Marskrateret Tycho Brahe.

## Omgivelser
Mod syd ligger Streetkrateret, mod sydøst Pictet og mod nord-nordøast Sasserideskrateret. Overfladen omkring Tycho er overstrøet af kratere med forskellige radier, hvoraf mange overlapper endnu ældre kratere. Nogle af de mindre er kratere, som er dannet af store blokke, som er udkastet fra Tycho.

## Karakteristika
Krateret står med helt skarp profil uden den nedbrydning, som ældre kratere har undergået. Kraterets indre har en høj albedo, som er tydelig, når solen står over det, og det er omgivet af et markant system af lange stråler i månelandskabet, helt op til en længde på 1.500 kilometer. Dele af disse stråler kan endog ses, når Tycho kun er belyst af jordskin. Højdeforskellen mellem kraterbunden og kratervæggen er 4.850 m.
Voldene ved kraterranden har lavere albedo end det indre over en afstand på mere end hundrede kilometer, og de har ikke de striber, som ses længere ude. Dette mørkere område kan bestå af mineraler, som nedslaget har kastet op.
Dets indre væg falder med en hældning på 34°, opdelt i terrasser som ender i en ujævn, men næsten flad slette med små, knudrede høje. Den ydre vægs hældning er 26°. Sletteområdet viser tegn på vulkansk aktivitet, mest sandsynligt fra klipper, som er smeltet ved nedslaget. Detaljerede fotografier af sletten viser, at den er gennembrudt af revner på kryds og tværs og med små bakker. Den centrale top rejser sig i 1,6 kilometers højde over sletten, og en mindre top findes lige nordøst for hovedmassivet.
Infrarøde observationer af måneoverfladen under en formørkelse har vist, at Tycho afkøles langsommere end andre dele af overfladen, så den udgør et "varmt område" ("hot spot"). Virkningen stammer fra, at materialet, som dækker krateret, er sammensat anderledes end resten.
Kraterranden blev valgt som mål for Surveyor 7-missionen. Denne robotrumsonde landede sikkert nord for krateret i januar 1968. Sonden gennemførte kemiske undersøgelser af overfladen og fandt, at denne havde en anden sammensætning end den, som findes i månens have. På baggrund heraf formodedes en af højsletternes primære komponenter at være anortosit, som er et aluminium-rigt mineral. Krateret blev gennemfotograferet i stor detaljeringsgrad af Orbiter 5.
Mellem 1950'erne og 1990'erne fremsatte aerodynamikeren Dean Chapman fra NASA og andre tektit-teorien om dettes "oprindelse fra Månen". Chapman benytede komplekse kredsløbsmodeller og omfattende vindtunnelprøver for at samle støtte til teorien om, at de såkaldte australasiatiske tektiter stammede fra Rosse-udkastningsstriben fra Tycho. Indtil der foreligger prøver fra Rosse-striben, kan det ikke udelukkes, at disse tektiter har oprindelse på månen.

## Satellitkratere
De kratere, som kaldes satellitter, er små kratere beliggende i eller nær hovedkrateret. Deres dannelse er sædvanligvis sket uafhængigt af dette, men de får samme navn som hovedkrateret med tilføjelse af et stort bogstav. På kort over Månen er det en konvention at identificere dem ved at placere dette bogstav på den side af satellitkraterets midte, som ligger nærmest hovedkrateret. Tychokrateret har følgende satellitkratere:
| Tycho | Koordinater                       | Diameter, km |
| ----- | --------------------------------- | ------------ |
| A     | 39°56′S 12°04′V / 39.94°S 12.07°V | 29           |
| B     | 43°59′S 13°55′V / 43.99°S 13.92°V | 14           |
| C     | 44°07′S 13°28′V / 44.12°S 13.46°V | 7            |
| D     | 45°35′S 14°04′V / 45.58°S 14.07°V | 26           |
| E     | 42°20′S 13°40′V / 42.34°S 13.66°V | 13           |
| F     | 40°55′S 13°13′V / 40.91°S 13.21°V | 17           |
| H     | 45°17′S 15°55′V / 45.29°S 15.92°V | 8            |
| J     | 42°35′S 15°25′V / 42.58°S 15.42°V | 11           |
| K     | 45°11′S 14°23′V / 45.18°S 14.38°V | 6            |
| P     | 45°26′S 13°04′V / 45.44°S 13.06°V | 7            |
| Q     | 42°30′S 15°59′V / 42.50°S 15.99°V | 20           |
| R     | 41°55′S 13°41′V / 41.91°S 13.68°V | 4            |
| S     | 43°28′S 16°18′V / 43.47°S 16.30°V | 3            |
| T     | 41°09′S 12°37′V / 41.15°S 12.62°V | 14           |
| U     | 41°05′S 13°55′V / 41.08°S 13.91°V | 20           |
| V     | 41°43′S 15°26′V / 41.72°S 15.43°V | 4            |
| W     | 43°18′S 15°23′V / 43.30°S 15.38°V | 21           |
| X     | 43°50′S 15°15′V / 43.84°S 15.25°V | 12           |
| Y     | 44°07′S 15°56′V / 44.12°S 15.93°V | 22           |
| Z     | 43°14′S 16°21′V / 43.23°S 16.35°V | 23           |

## Tycho i Science Fiction
Tychokrateret var stedet for den "Tycho Magnetic Anomaly" (TMA-1) og påfølgende udgravning af en fremmed monolit i science-fiction-filmen og bogen Rumrejsen år 2001 af Arthur C. Clarke. En af videnskabsmændene fra Clavius Basen foretog den profetiske bedømmelse, at monolitten "tilsyneladende var blevet begravet med vilje."
Krateret var også stedet, hvor månebyen "Tycho City" i det 24. århundrede lå i filmen Star Trek: First Contact fra 1996.
I bogen The Moon Is a Harsh Mistress af Robert A. Heinlein er Tychokrateret stedet, hvor beboelsesområdet "Tycho Under" ligger.
Filmen Men in Black lader rollen som K, spillet af Tommy Lee Jones, informere et fremmed insekt om, at det overtræder "afsnit 4153 i Tychotraktaten", hvilket formodentlig skal forstås som en traktat, som er indgået på Tycho.

## Måneatlas
- Billeder af Tychokrateret i LPI-måneatlasset